# Plourivo
Plourivo (tiếng Breton: Plourivoù) là một xã của tỉnh Côtes-d’Armor, thuộc vùng Bretagne, tây bắc Pháp.

## Dân số
Người dân ở Plourivo được gọi là Plouriviens hoặc Plourivotains.